# كهوف جياجو

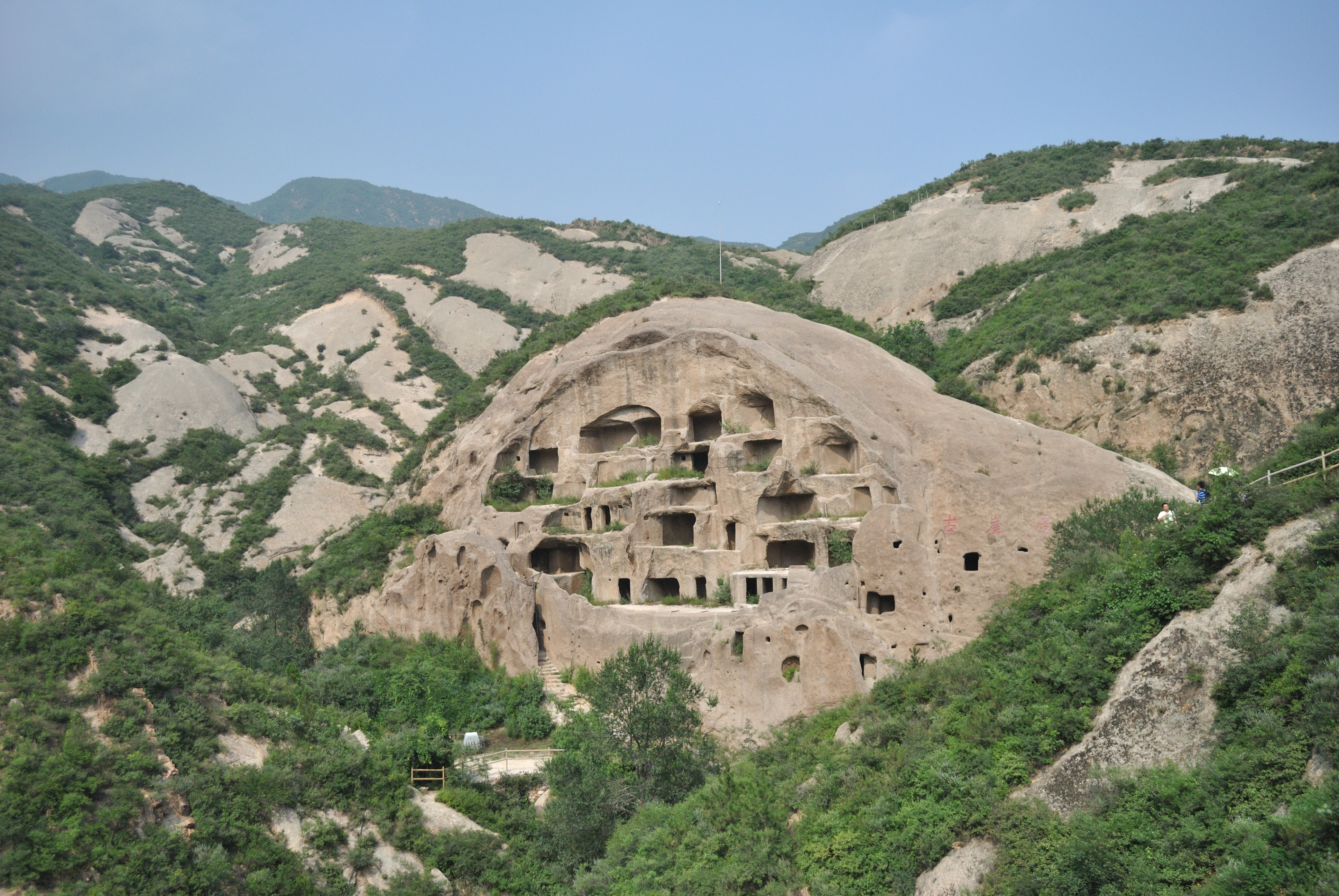
المجموعة الرئيسية من منازل المنحدرات

كهوف جياجو (古崖居) هي أطلال مجمع الكهوف الذي ربما كان بمثابة مساكن لمجتمع محصن يقع في واد بالقرب من دونغمينينغ الحالية، منطقة يانتشينغ، بكين، الصين.

## وصلات خارجية
- Explore the Mysteries in Guyaju Caves (Ancient Cliff Dwellings) - Official Beijing tourism website